# Halové mistrovství světa v atletice 2022
Halové mistrovství světa v atletice 2022 bylo 18. v řadě těchto světových sportovních událostí, jež pořádá IAAF. Konalo se 18. - 20. března 2022 v Štark Areně v Bělehradě v Srbsku.

## Medailisté

### Muži
| Soutěž            | Zlato                                                                                 | Stříbro                                                                   | Bronz                                                                      |
| ----------------- | ------------------------------------------------------------------------------------- | ------------------------------------------------------------------------- | -------------------------------------------------------------------------- |
| 60 m              | Marcell Jacobs 6.41                                                                   | Christian Coleman 6.41                                                    | Marvin Bracy 6.44                                                          |
| 400 m             | Jereem Richards 45.00                                                                 | Trevor Bassitt 45.05                                                      | Carl Bengtström 45.33                                                      |
| 800 m             | Mariano García 1:46.20                                                                | Noah Kibet 1:46.35                                                        | Bryce Hoppel 1:46.51                                                       |
| 1500 m            | Samuel Tefera 3:32.77                                                                 | Jakob Ingebrigtsen 3:33.02                                                | Abel Kipsang 3:33.36                                                       |
| 3000 m            | Selemon Barega 7:41:38                                                                | Lamecha Girma 7:41:63                                                     | Marc Scott 7:42:02                                                         |
| 60 m př.          | Grant Holloway 7.39                                                                   | Pascal Martinot-Lagarde 7.50                                              | Jarret Eaton 7.53                                                          |
| Štafeta 4 × 400 m | Belgie 3:06.52 Julien Watrin Alexander Doom Jonathan Sacoor Kevin Borlée Dylan Borlée | Španělsko 3:06.82 Bruno Hortelano Iñaki Cañal Manuel Guijarro Bernat Erta | Nizozemsko 3:06.90 Taymir Burnet Nick Smidt Terrence Agard Tony van Diepen |
| Skok do výšky     | U Sang-hjok 2.34 m                                                                    | Loïc Gasch 2.31 m                                                         | Hamish Kerr 2.31 m Gianmarco Tamberi 2.31 m                                |
| Skok o tyči       | Armand Duplantis 6.20 m                                                               | Thiago Braz da Silva 5.95 m                                               | Chris Nilsen 5.90 m                                                        |
| Skok daleký       | Miltiadis Tentoglou 8.55 m                                                            | Thobias Montler 8.38 m                                                    | Marquis Dendy 8.27 m                                                       |
| Trojskok          | Lázaro Martínez 17.64 m                                                               | Pedro Pichardo 17.46 m                                                    | Donald Scott 17.21 m                                                       |
| Vrh koulí         | Darlan Romani 22.53 m                                                                 | Ryan Crouser 22.44 m                                                      | Tomas Walsh 22.31 m                                                        |
| Sedmiboj          | Damian Warner 6 489 bodů                                                              | Simon Ehammer 6 363 bodů                                                  | Ashley Moloney 6 344 bodů                                                  |

### Ženy
| Soutěž            | Zlato | Stříbro                                                                                                  | Bronz |
| ----------------- | --- | --- | --- |
| 60 m              | Mujinga Kambundjiová 6.96                                                                                                  | Mikiah Briscoová 6.99                                                                                    | Marybeth Sant-Priceová 7.04                                                                                              |
| 400 m             | Shaunae Millerová 50.31 | Femke Bolová 50.57                                                                                       | Stephenie Ann McPhersonová 50.79                                                                                         |
| 800 m             | Ajeé Wilsonová 1:59.09 | Freweyni Hailuová 2:00.54                                                                                | Halimah Nakaayiová 2:00.66                                                                                               |
| 1500 m            | Gudaf Tsegayová 3:57.19 | Axumawit Embayeová 4:02.29                                                                               | Hirut Mesheshaová 4:03.39                                                                                                |
| 3000 m            | Lemlem Hailuová 8:41.82 | Elinor Purrier St. Pierre 8:42.04                                                                        | Ejgayehu Tayeová 8:42.23                                                                                                 |
| 60 m př.          | Cyréna Samba-Mayelaová 7.78                                                                                                | Devynne Charltonová 7.81                                                                                 | Gabbi Cunninghamová 7.87                                                                                                 |
| Štafeta 4 × 400 m | Jamajka 3:28.40 Junelle Bromfieldová Janieve Russellová Roneisha McGregorová Stephenie Ann McPhersonová * Tiffany Jamesová | Nizozemsko 3:28.57 Lieke Klaverová Eveline Saalbergová Lisanne de Witteová Femke Bolová *Andrea Boumaová | Polsko 3:28.59 Natalia Kaczmareková Iga Baumgart-Witanová Kinga Gackaová Justyna Święty-Erseticová * Aleksandra Gaworska |
| Skok do výšky     | Jaroslava Mahučichová 2.02 m                                                                                               | Eleanor Pattersonová 2.00 m                                                                              | Nadezhda Dubovitskayaová 1.98 m                                                                                          |
| Skok o tyči       | Sandi Morrisová 4.80 m | Katie Nageotteová 4.75 m                                                                                 | Tina Šutejová 4.75 m |
| Skok daleký       | Ivana Vuletová 7.06 m | Ese Brumeová 6.85 m                                                                                      | Lorraine Ugenová 6.82 m                                                                                                  |
| Trojskok          | Yulimar Rojasová 15.74 m                                                                                                   | Maryna Romančuková 14.74 m                                                                               | Kimberly Williamsová 14,62 m                                                                                             |
| Vrh koulí         | Auriol Dongmoová 20.43 m                                                                                                   | Chase Ealeyová 20.21 m                                                                                   | Jessica Schilderová 19.48 m                                                                                              |
| Pětiboj           | Noor Vidtsová 4 929 bodů                                                                                                   | Adrianna Sułeková 4 851 bodů                                                                             | Kendell Williamsová 4 680 bodů                                                                                           |